# Иван Радков
Иван Кънчев Радков е български историк и общественик.

## Биография
Роден е на 29 декември 1929 г. в с. Ряхово, Русенско. Завършва специалност история в Софийския държавен университет през 1953 г. Учител е в Русе от 1953 до 1956 г. Директор е на Окръжния исторически музей в Русе от 1956 до 1970 г.
От 1964 г. е председател на Българското историческо дружество в Русе, член е на Съюза на учените – клон Русе.
Преподавател в Русенския университет „Ангел Кънчев“ (1970-1992). Доцент – 1970 г., доктор на историческите науки – 1985 г., професор – 1988 г.

## Трудове
Автор на голям брой трудове за социално-икономическите и културни промени в българското село в периода 1944–1984 г., по проблемите на партийното, работническото и синдикално движение в Русенско, съпротивата в Североизточна България, Русенската община през периода 1923 – 1949 г.
В последните години издава изследванията „Кметът на Русе Кирил Старцев“ (1998 г.) и „Масонството в Русе“ (2003 г.).

## Награди
Награждаван е с орден „Кирил и Методий“ I степен и юбилейни медали за Априлското въстание и Освободителната война.